# NASDAQ-100

NASDAQ-100

O Nasdaq-100 (^NDX) é um índice de bolsa, que reúne 100 das maiores empresas não financeiras da bolsa eletrônica norte-americana NASDAQ (National Association of Securities Dealers Automated Quotations). que regulamenta e exerce a transparência das operações econômicas.

## Componentes
Esta lista reflecte a composição do índice em Agosto de 2014.
1. 21st Century Fox (FOXA)
2. Activision Blizzard (ATVI)
3. Adobe Systems Incorporated (ADBE)
4. Akamai Technologies, Inc (AKAM)
5. Alexion Pharmaceuticals (ALXN)
6. Altera Corporation (ALTR)
7. Amazon.com, Inc. (AMZN)
8. American Airlines Group (AAL)
9. Amgen Inc. (AMGN)
10. Analog Devices (ADI)
11. Apple Inc. (AAPL)
12. Applied Materials, Inc. (AMAT)
13. Autodesk, Inc. (ADSK)
14. Automatic Data Processing, Inc. (ADP)
15. Avago Technologies, Inc. (AVGO)
16. Baidu.com, Inc. (BIDU)
17. Bed Bath & Beyond Inc. (BBBY)
18. Biogen Idec, Inc (BIIB)
19. BioMarin Pharmaceutical (BMRN)
20. Broadcom Corporation (BRCM)
21. C. H. Robinson Worldwide, Inc. (CHRW)
22. CA, Inc. (CA)
23. Catamaran Corporation (CTRX)
24. Celgene Corporation (CELG)
25. Cerner Corporation (CERN)
26. Charter Communications, Inc. (CHTR)
27. Check Point Software Technologies Ltd. (CHKP)
28. Cisco Systems, Inc. (CSCO)
29. Citrix Systems, Inc. (CTXS)
30. Cognizant Technology Solutions Corporation (CTSH)
31. Comcast Corporation (CMCSA)
32. Costco Wholesale Corporation (COST)
33. Discovery Communications (DISCA)
34. Dish Network, Inc. (DISH)
35. Dollar Tree, Inc. (DLTR)
36. eBay Inc. (EBAY)
37. Electronic Arts (EA)
38. Equinix (EQIX)
39. Expeditors International of Washington, Inc. (EXPD)
40. Express Scripts, Inc. (ESRX)
41. Facebook, Inc. (FB)
42. Fastenal Company (FAST)
43. Fiserv, Inc. (FISV)
44. Garmin Ltd. (GRMN)
45. Gilead Sciences, Inc. (GILD)
46. Google Inc. Class A (GOOG)
47. Google Inc. Class C (GOOGL)
48. Green Mountain Coffee Roasters (GMCR)
49. Henry Schein, Inc. (HSIC)
50. Illumina, Inc. (ILMN)
51. Intel Corporation (INTC)
52. Intuit, Inc. (INTU)
53. Intuitive Surgical Inc. (ISRG)
54. KLA Tencor Corporation (KLAC)
55. Kraft Heinz Company (KHC)
56. Lam Research (LRCX)
57. Liberty Global plc (LBTYA)
58. Liberty Interactive (LINTA)
59. Liberty Media C (LMCK)
60. Liberty Media Series A (LMCA)
61. Linear Technology Corporation (LLTC)
62. Marriott International, Inc. (MAR)
63. Mattel, Inc. (MAT)
64. Micron Technology, Inc. (MU)
65. Microsoft Corporation (MSFT)
66. Mondelēz International (MDLZ)
67. Monster Beverage (MNST)
68. Mylan, Inc. (MYL)
69. NetApp, Inc. (NTAP)
70. Netflix (NFLX)
71. NVIDIA Corporation (NVDA)
72. NXP Semiconductors (NXPI)
73. O'Reilly Automotive, Inc. (ORLY)
74. PACCAR Inc. (PCAR)
75. Paychex, Inc. (PAYX)
76. The Priceline Group, Inc. (PCLN)
77. QUALCOMM Incorporated (QCOM)
78. Regeneron Pharmaceuticals (REGN)
79. Ross Stores Inc. (ROST)
80. SanDisk Corporation (SNDK)
81. SBA Communications (SBAC)
82. Seagate Technology Holdings (STX)
83. Sigma-Aldrich Corporation (SIAL)
84. Sirius XM Radio, Inc. (SIRI)
85. Staples Inc. (SPLS)
86. Starbucks Corporation (SBUX)
87. Stericycle, Inc (SRCL)
88. Symantec Corporation (SYMC)
89. Tesla Motors, Inc. (TSLA)
90. Texas Instruments, Inc. (TXN)
91. Tractor Supply Company (TSCO)
92. TripAdvisor (TRIP)
93. Verisk Analytics (VRSK)
94. Vertex Pharmaceuticals (VRTX)
95. Viacom Inc. (VIAB)
96. VimpelCom Ltd. (VIP)
97. Vodafone Group, plc. (VOD)
98. Western Digital (WDC)
99. Whole Foods Market, Inc. (WFM)
100. Wynn Resorts Ltd. (WYNN)
101. Xilinx, Inc. (XLNX)
102. Yahoo! Inc. (YHOO)

## Alterações efectuadas em 2009
No dia 20 de Janeiro, a empresa News Corporation entrou para o índice, substituindo a Focus Media Holding.
No dia 17 de Julho, a empresa Sun Microsystems foi substituída pela Cerner Corporation, na sequência da aquisição da Sun Microsystems por parte da Oracle.
No dia 29 de Outubro, a empresa Priceline.com substituiu a Juniper Networks, que transitou para a NYSE.
No dia 11 de Dezembro, o NASDAQ anunciou a revisão anual do índice, da qual resultou a inclusão de sete novas acções no índice: Vodafone, Mattel, BMC Software, Mylan, Qiagen, SanDisk e Virgin Media. Para dar lugar a estas empresas foram retiradas as seguintes sete empresas: Akamai Technologies, Hansen Natural, IAC/InterActiveCorp, Liberty Global, Pharmaceutical Product Development, Ryanair e Steel Dynamics. Estas alterações tornaram-se efectivas no dia 21 de Dezembro.

## Alterações efectuadas em 2012
No Dia 30 de Maio, A Viacom substituiu Teva Pharmaceutical Industries pra ser listada no NYSE.
Na quarta-feira 12 de dezembro de 2012, o Facebook Inc. (FB) passou a fazer parte do Índice NASDAQ-100 antes do mercado aberto, substituindo Infosys Limited (INFY), que transferiu sua empresa a NYSE.
As dez empresas que estão sendo lançadas são:
- BlackBerry Group
- Electronic Arts

## Alterações efectuadas em 2013
No dia 15 de Julho, A Tesla Motors substituiu Oracle pra ser listada na NYSE.
No Dia 25 de Julho, A Charter Communications substituiu BMC Software pra cancelar a Empresa de capital fechado era privada.
No dia 29 de Outubro, A VimpelCom substituiu Dell pra canelar a Empresa de capital fechado era privada.
No dia 18 de Novembro, A Marriott Internacional foi adicionada a um índice, substituindo Randgold Resources.
As cinco empresas a ser lançadas são:
- Sears Holdings Corporation (SHLD)

## Alterações efectuadas em 2014
Antes de o mercado aberto em quinta-feira, 3 de abril, 2014, classe C as ações ordinárias da Google, Inc. foi adicionado ao índice, como resultado de desdobramento de ações do Google. Isto significou o índice teve 101 componentes.
Mais tarde, em 2014 classes adicionais de ações de outras empresas do índice foram adicionadas ao índice, elevando o número de valores mobiliários de constituintes do índice a 107.
Em 12 de dezembro, NASDAQ anunciou que American Airlines Group, Electronic Arts e Pesquisa Lam Seria adicionado ao índice, Partir de dezembro de 22. estas Empresas substituiria Expedia, F5 Networks e Maxim Integrated Products.

## Alterações efectuadas em 2015
Em 2 de julho, Kraft Foods e Heinz completou sua fusão, tornando-se a Kraft Heinz Company com o símbolo KHC.
DirecTV foi removido do índice em 24 de julho Foi substituído pelo BioMarin Pharmaceutical em 27 de julho.